# استاروکوچربایوو
استاروکوچربایوو (انگلیسی: Starokucherbayevo) یک شهرک در شهرستان بلاگووارسکی باشقیرستان کشور روسیه است.